# Santiago Casares Quiroga
Santiago Casares Quiroga (La Coruña, 8 maggio 1884 – Parigi, 17 febbraio 1950) è stato un politico spagnolo.
È stato Presidente del Consiglio dal 13 maggio al 18 luglio 1936.

## Biografia
Fu fondatore e capo dell'Organizzazione Repubblicana Galiziana Autonoma (ORGA), un partito regionalista galiziano. Partecipò al Patto di San Sebastián nel 1930, che univa i principali partiti dell'opposizione repubblicana con l'obiettivo di far cadere la monarchia di Alfonso XIII; era il rappresentante della Federazione repubblicana della Galizia, un gruppo repubblicano formato dalla sua ORGA insieme ad altre forze repubblicane della Galizia come il Partito Radicale, i federalisti e i socialisti radicali.
Nel dicembre 1930 fu inviato clandestinamente a Jaca come delegato del Comitato Rivoluzionario Nazionale (CRN), per impedire al capitano Fermín Galán Rodríguez di sollevare la guarnigione di Jaca prima della data concordata dal CRN. Casares Quiroga non arrivò in tempo per fermare Galán e la rivolta di Jaca ebbe luogo il 12 dicembre 1930 senza successo. Per la sua partecipazione alla sollevazione, Casares Quiroga fu imprigionato.
Con la proclamazione della Seconda Repubblica spagnola nell'aprile 1931, fu nominato Ministro della Marina nel governo provvisorio, divenendo in seguito Ministro degli Interni. Fu eletto deputato dell'ORGA nella Cortes Costituenti e rimase ministro del governo durante il biennio socialista-repubblicano (1931-1933) nel governo di Manuel Azaña, amico personale di Casares.
Fu rieletto alle Cortes nel 1933 e nel 1934 decise di unificare il suo partito (ora chiamato Partito Repubblicano Galiziano) con quello di Azaña e altri per creare la Sinistra Repubblicana, un partito che sarebbe poi diventato parte del Fronte Popolare. Casares Quiroga fu nuovamente rieletto nel febbraio 1936 e fu nominato Ministro dei Lavori Pubblici. Azaña divenne Presidente della Repubblica a maggio, e Casares Quiroga fu nominato il 10 maggio Primo Ministro e Ministro della Guerra. Come primo ministro organizzò il referendum sullo Statuto di autonomia galiziano (il terzo statuto di autonomia sotto la Repubblica, dopo la Catalogna e i Paesi Baschi), approvato il 28 giugno 1936.
Il 16 giugno 1936 in Parlamento minacciò il leader della destra monarchica José Calvo Sotelo  dicendogli che "La violenza contro il capo del partito monarchico non sarebbe un crimine" che ne causò la vivace replica. Nella notte tra il 12 e 13 luglio 1936 Sotelo fu rapito e assassinato da militanti socialisti. L'evento, che causò sgomento in tutta la Spagna, fu il pretesto scatenante dell'insurrezione nazionalista guidata da Francisco Franco contro il governo del Fronte Popolare.
Era in carica come primo ministro quando ebbe luogo la rivolta militare del 17 luglio 1936, che si sviluppò poi nella guerra civile spagnola. Incapace di affrontare la rivolta, Casares si dimise il 19 luglio e fu sostituito da Diego Martínez Barrio, il cui governo non fu però confermato, e poi definitivamente da José Giral. Gli storici hanno generalmente concordato sul fatto che Casares si fosse rifiutato di consegnare armi alle organizzazioni operaie rivoluzionarie mentre si svolgeva la rivolta di destra. Le memorie di sua figlia María Casares però lo negano.
Non ricoprì nessun altro incarico durante la guerra civile e partì per la Francia insieme ad Azaña e Martínez Barrio dopo la caduta della Catalogna nel 1939. Morì in esilio nel 1950.
Era il padre dell'attrice María Casarès.
Fu membro della Massoneria.